# دانشگاه سیتی در سیاتل
دانشگاه سیتی در سیاتل (به انگلیسی: City University of Seattle) یک دانشگاه خصوصی و غیرانتفاعی است که در «بله‌وو» ایالت «واشینگتن» قرار دارد. بعد از حدود ۳۶ سال از تأسیس دانشگاه، به عنوان یکی از بزرگترین دانشگاه‌های شمال غربی آمریکا (خصوصی و غیرانتفاعی) با بالغ بر ۴۵۰۰۰ دانشجو به‌شمار می‌آید.
دانشکده‌های مدیریت، هنر و علوم از مهم‌ترین مدارس دانشگاه می‌باشند.
دانشگاه همچنین در اقصی نقاط دنیا و همچنین شبکه اینترنت به امر آموزش دانشجویان مشغول می‌باشد.
دانشکده تعلیم و تربیت دانشگاه سومین بزرگترین واحد دانشگاهی است که اجازه تدریس به فارغ‌التحصیلان را در سرتاسر ایالت واشینگتن داراست و همچنین دومین مرکز تربیت‌کننده مدیران مراکز آموزشی و مشاوران در سطح ایالت می‌باشد.